# Нарбет (Пенсільванія)
Нарбет (англ. Narberth) — місто (англ. borough) в США, в окрузі Монтгомері штату Пенсільванія. Населення — 4492 особи (2020).

## Географія
Нарбет розташований за координатами 40°0′28″ пн. ш. 75°15′48″ зх. д. / 40.00778° пн. ш. 75.26333° зх. д. (40.007677, -75.263452).  За даними Бюро перепису населення США в 2010 році місто мало площу 1,30 км², уся площа — суходіл.

## Демографія
Згідно з переписом 2010 року, у селищі мешкали 4282 особи в 1872 домогосподарствах у складі 1090 родин. Густота населення становила 3287 осіб/км².  Було 1981 помешкання (1521/км²).
Расовий склад населення:
| - 90,4 % — білих - 4,4 % — азіатів - 1,9 % — чорних або афроамериканців - 0,1 % — вихідців з тихоокеанських островів |

До двох чи більше рас належало 2,7 %. Частка іспаномовних становила 2,4 % від усіх жителів.
За віковим діапазоном населення розподілялося таким чином: 25,0 % — особи молодші 18 років, 64,2 % — особи у віці 18—64 років, 10,8 % — особи у віці 65 років та старші. Медіана віку мешканця становила 39,6 року. На 100 осіб жіночої статі у селищі припадало 87,6 чоловіків;  на 100 жінок у віці від 18 років та старших — 83,5 чоловіків також старших 18 років.
Середній дохід на одне домашнє господарство  становив 121 318 доларів США (медіана — 89 821), а середній дохід на одну сім'ю — 155 979 доларів (медіана — 119 176). Медіана доходів становила 80 903 долари для чоловіків та 63 125 доларів для жінок. За межею бідності перебувало 4,1 % осіб, у тому числі 0,0 % дітей у віці до 18 років та 5,6 % осіб у віці 65 років та старших.
Цивільне працевлаштоване населення становило 2555 осіб. Основні галузі зайнятості: освіта, охорона здоров'я та соціальна допомога — 41,7 %, науковці, спеціалісти, менеджери — 17,0 %, фінанси, страхування та нерухомість — 7,2 %, роздрібна торгівля — 6,9 %.